# Ischnaspis remaudierei
Ischnaspis remaudierei är en insektsart som beskrevs av Matile-ferrero 1982. Ischnaspis remaudierei ingår i släktet Ischnaspis och familjen pansarsköldlöss. Inga underarter finns listade i Catalogue of Life.